# Cladonia tessellata
Cladonia tessellata är en lavart som beskrevs av Ahti & Kashiw. Cladonia tessellata ingår i släktet Cladonia och familjen Cladoniaceae.   Inga underarter finns listade i Catalogue of Life.